# Afternoon News
『Afternoon News』は CS放送の日テレNEWS24（旧・NNN24）で放送されているニュース番組である。

## 概要
会社や学校、家庭で役立つニュースをコンパクトにまとめたニュース番組。
2017年9月末までは、「ストレイトニュース+」として毎日放送していたが、2017年10月2日から2020年12月25日は12:00 - 15:00の間、ネット対応型ニュース番組「the SOCIAL」を放送していたことに伴い、土日祝及び、盆期間と年末年始期間のみの放送となっていた。2020年12月26日からは再び、毎日放送される。
全日で、前の番組「Lunch Update」の再放送。一部、ニュースを更新する
月曜 - 金曜の放送では、24時間に入っている新型コロナウイルスの感染状況をまとめたニュースコーナーと、コロナウイルス関連以外の最新ニュース、気象予報士による天気予報を伝えていた。

## 放送時間
- 毎日 14:00〜15:00
- 速報時は他番組同様、「BREAKING NEWS」を放送する。
- スポーツ中継（プロ野球・千葉ロッテマリーンズ戦やバスケ・Bリーグなど）の編成に伴い、CS放送のみ番組途中での飛び乗り（飛び降り）または休止となる場合がある。

## 出演
メインキャスター（2024年4月現在）
- 日本テレビアナウンサー（月曜 - 金曜担当）※日替わり
- 尾﨑大晟（土曜・日曜担当）

日本テレビアナウンサーはこの前の番組「Lunch Update」（12:00 - ）と、この後の番組「Late Afternoon News」（15:00 - ）を兼務する。なお、年末年始は同時期に放送される『全国高等学校サッカー選手権大会』や『新春スポーツスペシャル箱根駅伝』の準備や取材などに充てられるため、日テレNEWS24のキャスターが担当する。
土曜・日曜を担当するキャスターは、この前の番組「Morning News」（9:00 - ）と、この後の番組「Late Afternoon News」（15:00 - ）を兼務する。

### 気象予報士
- 2024年4月現在、全曜日、気象予報士による天気予報はない。